# Distoleon pictiventris
Distoleon pictiventris is een insect uit de familie van de mierenleeuwen (Myrmeleontidae), die tot de orde netvleugeligen (Neuroptera) behoort. 
Distoleon pictiventris is voor het eerst wetenschappelijk beschreven door Navás in 1914.